# Eurydinotomorpha malabarensis
Eurydinotomorpha malabarensis is een vliesvleugelig insect uit de familie Pteromalidae. De wetenschappelijke naam is voor het eerst geldig gepubliceerd in 1990 door Sureshan & Narendran.